# جوش كيلي (ممثل)
جوش كيلي (بالإنجليزية: Josh Kelly)‏ هو ممثل أمريكي ولد بتاريخ 25 أبريل 1982 في يوكوسوكا، اليابان.

## وصلات خارجية
جوش كيلي على موقع IMDb (الإنجليزية)
- جوش كيلي على موقع قاعدة بيانات الفيلم (الإنجليزية)